# باسل الریس
باسل الریس (انگلیسی: Bassel Al-Rayes؛ زادهٔ ۴ مارس ۱۹۷۹) بازیکن هندبال سوری‌تبار اهل قطر بود.